# Episodi di Buck
La prima ed unica stagione della serie televisiva Buck è stata trasmessa in Belgio dal 10 dicembre 2018 al	6 gennaio 2019 sulla rete televisiva Ketnet.
In Italia la serie è stata resa disponibile in anteprima esclusiva su RaiPlay dal 10 settembre 2021 e trasmessa dal 30 settembre al 15 ottobre 2021 su Rai Gulp.
| Nº | Titolo originale | Titolo italiano                       | Prima TV Belgio  | Prima TV Italia   |
| -- | ---------------- | ------------------------------------- | ---------------- | ----------------- |
| 1  | Episode 1        | Letti & Fulmini                       | 10 dicembre 2018 | 30 settembre 2021 |
| 2  | Episode 2        | Nuova scuola & Nuova missione         | 11 dicembre 2018 | 30 settembre 2021 |
| 3  | Episode 3        | Errori & Alieni                       | 12 dicembre 2018 | 1 ottobre 2021    |
| 4  | Episode 4        | Galline & Carta da regalo             | 13 dicembre 2018 | 1 ottobre 2021    |
| 5  | Episode 5        | Tac & Schiuma da barba                | 17 dicembre 2018 | 2 ottobre 2021    |
| 6  | Episode 6        | Nostalgia di casa & Grandi firme      | 18 dicembre 2018 | 2 ottobre 2021    |
| 7  | Episode 7        | Pose & Pizze                          | 19 dicembre 2018 | 3 ottobre 2021    |
| 8  | Episode 8        | Topi & Mandarini                      | 20 dicembre 2018 | 3 ottobre 2021    |
| 9  | Episode 9        | Graffiti & Tosaerba                   | 24 dicembre 2018 | 4 ottobre 2021    |
| 10 | Episode 10       | Glitch & Glen                         | 25 dicembre 2018 | 4 ottobre 2021    |
| 11 | Episode 11       | Droni & Balli                         | 26 dicembre 2018 | 5 ottobre 2021    |
| 12 | Episode 12       | Privato & Pubblico                    | 27 dicembre 2018 | 5 ottobre 2021    |
| 13 | Episode 13       | Virus & Vaccini                       | 28 dicembre 2018 | 6 ottobre 2021    |
| 14 | Episode 14       | Furti & Regali                        | 28 dicembre 2018 | 6 ottobre 2021    |
| 15 | Episode 15       | Giochi & Fuochi d'artificio           | 29 dicembre 2018 | 7 ottobre 2021    |
| 16 | Episode 16       | Contatti & Concerti                   | 29 dicembre 2018 | 7 ottobre 2021    |
| 17 | Episode 17       | Elezioni & Lavastoviglie              | 30 dicembre 2018 | 8 ottobre 2021    |
| 18 | Episode 18       | Azioni & reazioni                     | 30 dicembre 2018 | 8 ottobre 2021    |
| 19 | Episode 19       | Botox & Compleanni                    | 31 dicembre 2018 | 9 ottobre 2021    |
| 20 | Episode 20       | Capelli & Cieli stellati              | 31 dicembre 2018 | 9 ottobre 2021    |
| 21 | Episode 21       | Tentativi & Talenti                   | 1 gennaio 2019   | 10 ottobre 2021   |
| 22 | Episode 22       | Incontri & Scontri                    | 1 gennaio 2019   | 10 ottobre 2021   |
| 23 | Episode 23       | Super caldo & Supereroi               | 2 gennaio 2019   | 11 ottobre 2021   |
| 24 | Episode 24       | Bucce di banana & Raggi al plasma     | 2 gennaio 2019   | 11 ottobre 2021   |
| 25 | Episode 25       | Allarmi antincendio & Lavori a maglia | 3 gennaio 2019   | 12 ottobre 2021   |
| 26 | Episode 26       | Nuove conoscenze & Cattivi odori      | 3 gennaio 2019   | 12 ottobre 2021   |
| 27 | Episode 27       | Sushi & Separazioni                   | 4 gennaio 2019   | 13 ottobre 2021   |
| 28 | Episode 28       | Baci & Battibecchi                    | 4 gennaio 2019   | 13 ottobre 2021   |
| 29 | Episode 29       | Confronto & Cameo                     | 5 gennaio 2019   | 14 ottobre 2021   |
| 30 | Episode 30       | Codici & Cereali                      | 5 gennaio 2019   | 14 ottobre 2021   |
| 31 | Episode 31       | Indagini & Iper-sonno                 | 6 gennaio 2019   | 15 ottobre 2021   |
| 32 | Episode 32       | Vicini & Lontani                      | 6 gennaio 2019   | 15 ottobre 2021   |